# Mercedes Boy
Mercedes Boy är en låt framförd av Pebbles, inspelad till hennes självbetitlade debutalbum (1987). Den skrevs av henne själv och producerades av Charlie Wilson. Remixversionen som också var radioversionen har ytterligare produktion av Jeff Lorber och Louil Silas Jr. Skivbolaget MCA Records gav ut "Mercedes Boy" som albumets andra musiksingel den 11 mars 1988 genom att skicka den till amerikansk R&B-radio (urban contemporary). Den såldes i skivaffärer på CD, kassettband och vinylskiva.
"Mercedes Boy" gjorde att Pebbles fick ett skivkontrakt med MCA efter att hon visat skivbolagscheferna en hemmagjord musikvideo till låten. Kompositionen som går i medelsnabbt tempo rör sig inom ramarna för R&B och danspop. Den har en freestyleinspirerad basgång och ett elgitarrsolo och har jämförts med musik utgiven av Madonna. Låttexten beskriver en ung kvinnas förtjusning över en främmande man som hon beundrar på avstånd. Hon erbjuder honom skjuts i sin Mercedes. Musikjournalister förhöll sig positiva till "Mercedes Boy" och misstänkte att den skulle bli en ännu större hit än föregångaren "Girlfriend" (1987).
"Mercedes Boy" toppade amerikanska R&B-listan Hot Black Singles och båda radiotopplistorna för R&B-stationer publicerade av Gavin Report och Radio & Records. Efter framgångarna beslutade MCA att testa "Mercedes Boy" på amerikansk popradio (contemporary hit radio) den 6 juni 1988. Under sommaren nådde den andraplatsen på den prestigefyllda singellistan Billboard Hot 100 samt på dansmusiktopplistan Hot Dance Club Play. Den hade varierande framgångar internationellt. I Japan blev den en hit som nådde andraplatsen på landets officiella singellista. Den nådde topp tjugo i Kanada, topp fyrtio i Nederländerna samt topp femtio i Storbritannien. I USA blev "Mercedes Boy" Pebbles framgångsrikaste musiksingel och hennes signaturmelodi. Hon omskrevs som en i raden av afroamerikanska sångerskor att efter Janet Jackson också utropa självständighet med ett feministiskt laddat budskap. År 2005 rankades "Mercedes Boy" i Rock Song Index: The 7500 Most Important Songs for the Rock and Roll Era av musikjournalisten Bruce Pollack.

## Bakgrund
Den amerikanska sångerskan Pebbles inledde sin karriär i musikbranschen som låtskrivare under tidiga 1980-talet. Hennes mest betydelsefulla samarbete blev med musikgruppen Con Funk Shun åt vilka hon sjöng bakgrundssång och skrev hitlåten "Body Lovers" (1981). Hennes genombrott kom under första kvartalet 1987 när hon introducerades som soloartist på soundtrackalbumet till Eddie Murphy-filmen Snuten i Hollywood II. Hon medverkade med kompositionen "Love/Hate" som hon skrev och gavs ut som musiksingel från projektet. En tid senare träffade hon Marvin Robinson som var chef för en lokal radiostation i Oakland. I sin tur introducerade Robinson henne för anställda på skivbolaget MCA Records. Pebbles hade spelat in en färdig musikvideo till låten "Mercedes Boy". Skivbolagscheferna Louil Silas Jr. och Jheryl Busby imponerades både av den ovanliga pitchen och Pebbles driv och erbjöd henne ett skivkontrakt. I en intervju kommenterade hon: "Jag spelade in många demolåtar, men demolåtar är demolåtar. Alla har en demolåt. Jag gjorde en musikvideo till 'Mercedes Boy' och den var vad [cheferna på MCA] såg först och dom gillade den verkligen." I en intervju med Billboard var Pebbles inte förvånad att hon fick ett skivkontrakt utan sade: 

"Sedan jag var liten har jag alltid trott på mig själv. Det låter lustigt men jag har alltid vetat att jag skulle vara i nöjesindustrin. Vad folk skulle tycka om mig visste jag inte, men jag visste att det var det jag skulle syssla med."

Inför skapandet av det självbetitlade debutalbumet var Pebbles tvungen att övervinna många motgångar. Halvvägs in i projektet övergavs hon av sin producent. I en intervju med The Los Angeles Times kommenterade hon: "Jobbet som producent hamnade i mina knän. Jag hade att göra med en producent som inte var seriös. Han övergav projektet och jag fick göra det själv istället. Jag grät och hade nästan ett nervöst sammanbrott. Det var så många motgångar. Men jag tog mig samman och gjorde det jag var tvungen att göra." Låten "Girlfriend" som Pebbles ville ha på albumet hade redan getts till Vanessa Williams. Pebbles fick tillbaka låten genom att erbjuda mer pengar och två bilar till producenterna L.A. Reid och Babyface. När hon väl spelat in "Girlfriend" kom nästa motgång när MCA först var ovilliga att inkludera den på albumet då de tyckte att Pebbles hade tillräckligt många albumspår. Hon övertygade skivbolaget att inkludera den och även att ge ut den som huvudsingel från albumet. Hon sade: "Om jag vill ha något ser jag till att få det. [Musikbranschen] är tuff och man måste vara påstridig annars får man snabbt slut på pengar. I kärlek och musik är allt tillåtet." Både "Girlfriend" och Pebbles släpptes under 1987. I maj 1988 hade hennes singel nått topp fem på den prestigefyllda amerikanska poplistan Billboard Hot 100 samtidigt som hennes album befann sig inom topp tjugo på albumlistan. Musikjournalisten Dennis Hunt likställde henne med Tiffany och Debbie Gibson och konstaterade att hon anslöt till skaran av unga danspopsångerskor som fått en hitlåt och ett hitalbum redan på "första försöket".

## Utgivning och marknadsföring

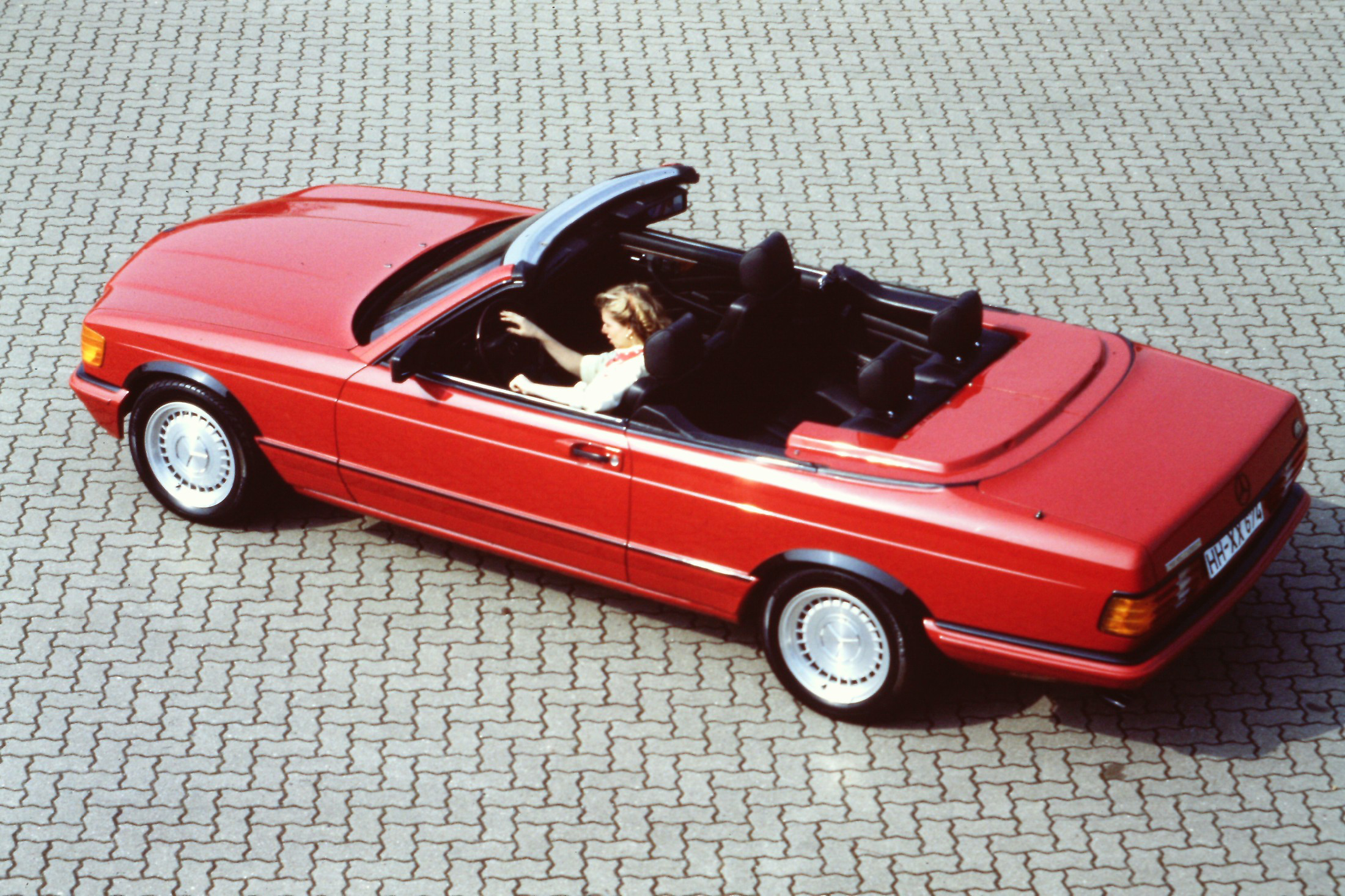
En Mercedes-Benz C126 av samma modell som Pebbles ses köra i musikvideon till "Mercedes Boy".

"Mercedes Boy" gavs ut som den andra singeln från Pebbles. Den skickades till amerikansk R&B-radio (urban contemporary) den 11 mars 1988. Efter att låten blivit en hit på R&B-marknaden skickades den till popradio (contemporary hit radio) den 6 juni. MCA tryckte upp "Mercedes Boy" på CD, kassettband och vinyl. I USA innehöll 7"-skivorna radioversionen och en instrumentalversion av låten medan 12"-skivorna innehöll en förlängd version på sju minuter, radioversionen samt en "Bonus Beats"-version. I Tyskland innehöll singeln kompositionen "Love/Hate" som b-sida medan Storbritannien fick både "Love/Hate" samt en förlängd dansremix av "Girlfriend".
För att marknadsföra "Mercedes Boy" framförde Pebbles den live i flera sammanhang. I april 1988 sjöng hon låten i musikprogrammet Soul Train och avslutade med albumspåret "Do Me Right". I juli uppträdde hon tillsammans med Morris Day på Celebrity Theatre i Los Angeles. Utöver "Mercedes Boy" sjöng hon en förlängd version av "Girlfriend". I oktober samma år var hon och New Kids on the Block gäster i programmet Showtime at the Apollo där hon framförde låten. Hon framförde en alternativ version av låten i Club MTV. Musikvideon till låten hade premiär i mars 1988. I den syns Pebbles framföra låten tillsammans med två bakgrundssångare. Ytterligare sekvenser visar en man som utför danskoreografi. Pebbles ses även köra en Mercedes-Benz C126 med nummerplåten "PEBBS1" som hon i slutet av videon plockar upp den dansande mannen i.

## Komposition och textanalys

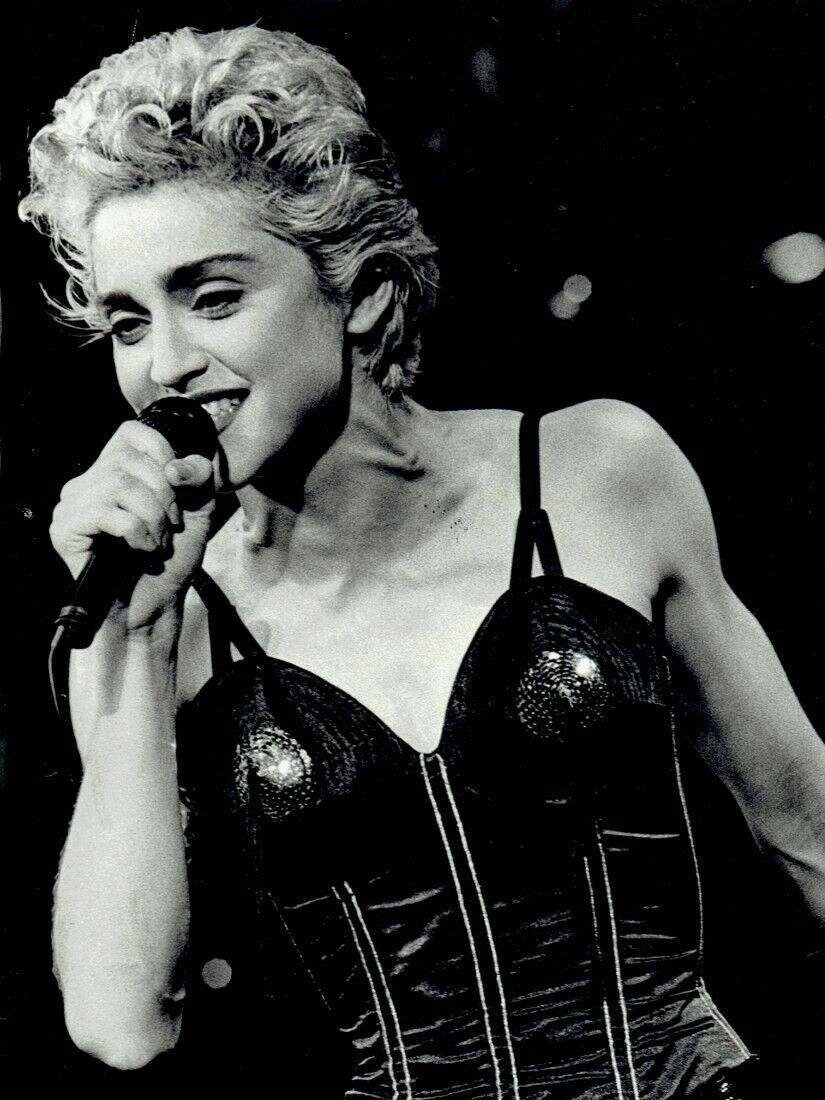
"Mercedes Boy" jämfördes med musik utgiven av Madonna (på bilden).

"Mercedes Boy" är en R&B- och danspoplåt med en total speltid på tre minuter och femtiofem sekunder (3:55). Låten har ett medelsnabbt tempo och utgår från 115 taktslag per minut och är skriven i tonarten b-dur. Den skrevs av Pebbles och producerades av Charlie Wilson från musikgruppen The Gap Band. Chefsproducent på projektet var Pebbles dåvarande make och manager George L. Smith medan  Jeff Lorber och Louil Silas Jr. stod för ytterligare produktion. Remixversionen av låten skapades av Silas, Keith Cohen och Peter Arata. Kompositionen i "Mercedes Boy" karaktäriseras av en freestyleinspirerad basgång och ett elgitarrsolo och har beskrivits som "Madonna-betonad pop" av den brittiska musikjournalisten James Hamilton.
Texten i "Mercedes Boy" hämtades ur en egen erfarenhet i Pebbles liv. Hon berättade för Billboards Christopher Feldman att inspirationen kom från när hon studerade på High School och blev förtjust i en manlig elev. Hon kunde inte annat än beundra honom på avstånd då båda var i varsina relationer. Pebbles skrev ner alla sina känslor i låten. Då båda körde varsin bil av märket Mercedes fick killen smeknamnet "mercedes boy". Texten inleds med versen: "Baby let me tell you/ I've been watching you". Pebbles fortsätter med att bekänna sina känslor för mannen och att hon fantiserat om deras möte. I refrängen erbjuder hon honom skjuts i hennes Mercedes: "If you wanna ride in my Mercedes, boy/ There are so many things that I'm gonna do to you". Att Pebbles som kvinna tog kommandot så "rättframt" och "aggressivt" genom att vilja köra bilen beskrevs som en ovanlighet i en R&B-låt under 1980-talet. Webbplatsen Songtell beskrev låten som ett "förföriskt och flirtigt möte med en potentiell kärlek". Skribenten ansåg att refrängen var en metafor för att åka på ett "romantiskt äventyr".

## Mottagande

### Kritikers respons
Jose F. Promis från AllMusic beskrev "Mercedes Boy" som en "finpolerad, sofistikerad bit urban danspop". Han ansåg att singelremixen var "överlägsen" jämfört med originalversionen. Black Radio Exclusive beskrev låten som "skräddarsydd för omedelbar crossoversuccé" och konstaterade: "Detta är ännu en stor vinnare från hennes självbetitlade debut som kommer att befästa hennes kommersiella hållbarhet." Bob Long från tidskriften Cash Box skrev: "Den nya singeln har alla ingredienser för att bli en ännu större hit än 'Girlfriend'. Utöver att den visar hennes talang för låtskrivande, producerade hon även tillsammans med Charlie Wilson från The Gap Band."
Vid en tillbakablick i serien "Friday Flashback's" skrev webbplatsen Popservations år 2010: "'Do you wanna ride?' Det var frågan som Oaklandtjejen Pebbles ställde för 23 år sedan i sin andra singel 'Mercedes Boy'. Svaret från allmänheten blev ett rungande ja och skickade låten hela vägen till andraplatsen på Billboard Hot 100." Recensenten utvecklade: "Pebbles hit var en sådan låt som var en perfekt kombination av tema och timing: en självsäker kvinnlig hymn mitt i sommaren, när möjligheterna till glädje och äventyr kändes oändliga." Recensenten utvecklade: "Tillsammans med glänsande syntar är den bästa delen av 'Mercedes Boy' bakgrundssången: 'with me, with me, with me' som upprepas under refrängen. Och det skarpa gitarrsolot? Det blir inte mycket mer 80-tal än så."

### Kommersiell respons

#### USA och Kanada
Efter utgivningen rapporterade Billboard den 26 mars att "Mercedes Boy" var veckans mest tillagda ("most added") på amerikansk R&B-radio. Den 2 april gick den in på plats 38 på den amerikanska R&B-topplistan Hot Black Singles. Den noterades samtidigt på plats 39 respektive 40 i Sales- och Airplay-kolumnerna i topplistan Hot Black Singles Sales & Airplay. Följande vecka klättrade låten till plats 31 på Hot Black Singles. "Mercedes Boy" nådde topp tjugo på listan den 23 april och sjätteplatsen följande vecka och blev då hennes andra topp tio-hit på amerikanska R&B-marknaden. Den toppade Hot Black Singles den 21 maj tack vare topplaceringar i både Sales- och Airplay-kolumnerna i Hot Black Singles Sales & Airplay. På poplistan Billboard Hot 100 gick "Mercedes Boy" in på plats 77 samtidigt som "Girlfriend" fortfarande uppehöll sig inom topp fyrtio. Efter fyra veckor hade den nått topp fyrtio, efter åtta nådde den topp tio och i sin tionde vecka på listan nådde den andraplatsen, där den låg kvar i ytterligare en vecka. "Mercedes Boy" blockerades från att nå förstaplatsen av "The Flame" med det amerikanska rockbandet Cheap Trick. På dansmusikmarknaden gick "Mercedes Boy" in på plats 50 på listan Club Play och på plats 35 på 12-Inch Singles Sales den 23 april. Den 14 maj nådde låten topp tjugo på den förstnämnda listan och åttondeplatsen på den sistnämnda. Den nådde andraplatsen på Hot Dance Club Play den 18 juni och blev därmed Pebbles mest populära singel på formatet i karriären.
Enligt amerikanska tidskrifter som enbart mätte popularitet på radio var "Mercedes Boy" också framgångsrik. På topplistan Urban/Contemporary sammansatt av Gavin Report gick "Mercedes Boy" in på plats 34 den 25 mars. Den 16 april nådde den topp tio och följande vecka noterades den på fjärdeplatsen. "Mercedes Boy" toppade listan den 13 maj. På mainstreamlistan Top 40 publicerad av Gavin Report noterades låten första gången 20 maj på plats 36. Den nådde topp tio på listan den 17 juni och femteplatsen följande vecka, vilket blev dess topposition. På radiolistan Urban Contemporary utfärdad av Radio & Records nådde låten topp tio den 22 april och toppade slutligen listan den 6 juni. Den nådde andraplatsen på tidskriftens mainstreamlista Contemporary Hit Radio den 1 juli. I Kanada nådde "Mercedes Boy" plats 14 på landets mainstreamlista utfärdad av RPM den 6 augusti 1988. Den nådde även niondeplatsen på danslistan 20 Dance Singles. 

#### Övriga marknader
"Mercedes Boy" hade varierande popularitet på musikmarknader utanför USA. I Japan gick låten in på plats 77 på singellistan Japan Hot 100 sammansatt av Billboard den 2 maj 1988. Den 23 maj nådde låten topp fyrtio när den hoppade från plats 44 till 34. Den 13 juni gjorde den ett ytterligare stort hopp från plats 20 till 11. Den 4 juli nådde "Mercedes Boy" andraplatsen på topplistan vilket blev dess topposition. Den höll placeringen i ytterligare en vecka. I Nederländerna nådde "Mercedes Boy" plats 39 på landets officiella singellista och uppehöll sig på listan i sammanlagt tio veckor. I Nya Zeeland nådde låten som bäst plats 50 på landets singellista utfärdad av Recorded Music NZ och föll ur listan helt efter en vecka. I Storbritannien visade sig låten inte bli en lika stor framgång som "Girlfriend" som nådde åttondeplatsen under våren 1988. "Mercedes Boy" missade precis att nå topp fyrtio och stannade istället på plats 42.

## Arv och inverkan

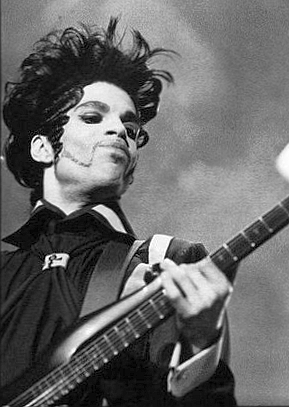
"Mercedes Boy" beskrevs som en kvinnlig version av "Little Red Corvette" (1983) framförd av Prince (på bilden).

"Mercedes Boy" blev Pebbles största hit i karriären och hennes signaturmelodi. Den kom att rankas i Rock Song Index: The 7500 Most Important Songs for the Rock and Roll Era av Bruce Pollack år 2005. Enligt musikjournalisten Christopher G. Feldman i boken The Billboard Book of No. 2 Singles (2000) berodde låtens popularitet på att den blev framgångsrik på flera format utanför R&B-genren, en så kallad "crossover". Författaren Danny Alexander noterade att i kölvattnet av Janet Jacksons enorma succé med studioalbumet Control (1986) började fler kvinnliga R&B-sångerskor utropa självständighet med "funkiga, orädda och självsäkra" kompositioner som beskrev romantiskt oberoende". Han noterade hur "Mercedes Boy" var ett skarpt politiskt yttrande där en lyxbil användes som metafor för Pebbles sexualitet och där hon var stolt över både sitt ekonomiska och sexuella oberoende. Alexander beskrev låten som ett kvinnligt svar på "Little Red Corvette" (1983) av Prince.
Ruth Adkins Robinson från den afroamerikanska tidskriften Black Radio Exclusive skrev 1991: "'Mercedes Boy' gick varm på radion och om folk hade tagit en tillräckligt lång paus från allt dansande så hade dom insett hur mycket låten faktiskt reflekterade Pebbles personlighet." Robinson förtydligade Pebbles feministiska utgångspunkt i texten och fortsatte: "[...] Hon frågar honom om han vill åka med i hennes Mercedes. Ja, det är exakt rätt inställning för en 1990-talskvinna." I juni 2023 vid en tillbakablick diskuterade den amerikanska sångaren Debbie Gibson sina framgångar år 1988 med Billboard. När hon tillfrågades om sina samtida musikaliska konkurrenter kommenterade Gibson: "Jag kan ha försökt efterlikna Charlie Wilson flera gånger efter att ha hört ['Mercedes Boy'], men den finns bara en Pebbles och bara en 'Mercedes Boy'. En lekfull, sexig klassiker."
"Mercedes Boy" har genom åren samplats eller interpolerats av ett flertal musiker. Den amerikanska rapparen Yo-Yo samplade låten i sin "Do You Wanna Ride?" (1998) som producerades av Missy Elliot och gästades av sångerskan Kelly Price. Den amerikanska sångaren Mercedes samplade låten i sin "Do You Wanna Ride?" som inkluderades på hennes studioalbum Rear End 1999.

## Format och låtlistor
Enligt Discogs finns det 28 utgivningar av "Mercedes Boy". Nedan listas ett urval som ej är identiska.
| 1. | "Mercedes Boy" (Extended Version) | 7:20 |
| 2. | "Mercedes Boy" (Radio Edit)       | 5:10 |
| 3. | "Mercedes Boy" (Extended Version) | 7:20 |
| 4. | "Mercedes Boy" (Dub)              | 7:29 |
| 5. | "Mercedes Boy" (Bonus Beats)      | 3:38 |

| 1. | "Mercedes Boy" (Extended Version) | 7:20 |
| 2. | "Love/Hate"                       | 7:12 |
| 3. | "Mercedes Boy" (Bonus Beats)      | 3:38 |

| 1. | "Mercedes Boy"             | 3:53 |
| 2. | "Love/Hate"                | 3:59 |
| 3. | "Girlfriend" (Dance Remix) | 8:28 |

## Medverkande
Information hämtad från Discogs
- Perri "Pebbles" Smith – låtskrivare, medproducent
- George L. Smith – chefsproducent, manager
- Charlie Wilson – producent
- Jeff Lorber – producent
- Loul Silas Jr. – producent, remix, översyn
- Keith "KC" Cohen – producent
- Randee St. Nicholas – fotograf (singelomslag)

## Topplistor
| Lista (1988)                                 | Topplacering |
| -------------------------------------------- | ------------ |
| Kanada RPM 100 Singles                       | 14           |
| Kanada 20 Dance Singles (RPM                 | 9            |
| Japan Japan Hot 100 (Billboard)              | 2            |
| Nederländerna (Single Top 100)               | 39           |
| Nya Zeeland (Recorded Music NZ)              | 50           |
| Storbritannien UK Singles Chart (OCC)        | 42           |
| USA Billboard Hot 100                        | 2            |
| USA Hot Black Singles (Billboard)            | 1            |
| USA Hot Dance Club Songs (Billboard)         | 2            |
| USA 12-inch Singles Sales (Billboard)        | 1            |
| USA Top 40 (Gavin Report)                    | 5            |
| USA Urban/Contemporary (Gavin Report)        | 1            |
| USA Contemporary Hit Radio (Radio & Records) | 2            |
| USA Urban Contemporary (Radio & Records)     | 1            |

| Lista (1988)                         | Topplacering |
| ------------------------------------ | ------------ |
| USA Top 100 (Billboard)              | 63           |
| USA Top 50 Black Singles (Billboard) | 20           |
| USA 12-inch Single Sales (Billboard) | 3            |
| USA Top CHR (Radio & Records)        | 53           |
| USA Top Urban (Radio & Records)      | 25           |

## Utgivningshistorik
| Land | Datum        | Utgåva               | Format                         | Skivbolag | Ref.  |
| ---- | ------------ | -------------------- | ------------------------------ | --------- | ----- |
| USA  | 11 mars 1988 | Single Remix Version | Radio (urban contemporary)     | MCA       | [ 8 ] |
| USA  | 6 juni 1988  | Single Remix Version | Radio (contemporary hit radio) | MCA       | [ 9 ] |